# Neillia gracilis
Neillia gracilis là loài thực vật có hoa trong họ Hoa hồng. Loài này được Franch. mô tả khoa học đầu tiên năm 1890.